# Buninskaja alleja
Buninskaja alleja (ros. Бунинская аллея) – stacja końcowa linii Butowskiej metra moskiewskiego, znajdująca się w południowo-zachodnim okręgu administracyjnym Moskwy w rejonie Jużnoje Butowo (Южное Бутово). Otwarcie miało miejsce 27 grudnia 2003 roku. Stacja typu naziemnego z peronem wyspowym położona jest 9,6 m nad poziomem gruntu.